# Mizuho Ishida
Mizuho Ishida (22 de janeiro de 1988) é um jogadora de voleibol japonesa.
Com 1,74 m de altura, Ishida é capaz de atingir 3,01 m no ataque e 2,75 m quando bloqueia.

## Carreira
Ishida disputou o Campeonato Mundial de Voleibol Feminino de 2010, realizado no Japão, no qual a seleção de seu país terminou na terceira colocação.